# مانويل مارين
مانويل مارين (بالإسبانية: Manuel Marín)‏ هو سياسي إسباني، ولد في 21 أكتوبر 1949 في ثيوداد ريال في إسبانيا، وتوفي في 4 ديسمبر 2017 في مدريد في إسبانيا بسبب سرطان. حزبياً، نشط في حزب العمال الاشتراكي الإسباني.

## مناصب
- في الانتخابات العامة الإسبانية 1977 [الإنجليزية]‏، انتخب عضو مجلس النواب الإسباني  [لغات أخرى]‏ عن دائرة Ciudad Real (Congress of Deputies constituency) [الإنجليزية]‏ خلال فترته النيابية  [لغات أخرى]‏ (2 يوليو 1977 – 23 مارس 1979).
- انتخب المفوض الأوروبي للتعليم والثقافة والتعددية اللغوية والشباب [الإنجليزية]‏ (1986 – 1989).
- في الانتخابات العمومية الإسبانية 2004 [الإنجليزية]‏، انتخب عضو مجلس النواب الإسباني  [لغات أخرى]‏ عن دائرة Ciudad Real (Congress of Deputies constituency) [الإنجليزية]‏ خلال فترته النيابية  [لغات أخرى]‏ (31 مارس 2004 – 1 أبريل 2008).
- في الانتخابات العمومية الإسبانية 2000 [الإنجليزية]‏، انتخب عضو مجلس النواب الإسباني  [لغات أخرى]‏ عن دائرة Ciudad Real (Congress of Deputies constituency) [الإنجليزية]‏ خلال فترته النيابية  [لغات أخرى]‏ ( – 2 أبريل 2004).
- في الانتخابات العمومية الإسبانية 1982 [الإنجليزية]‏، انتخب عضو مجلس النواب الإسباني  [لغات أخرى]‏ عن دائرة Ciudad Real (Congress of Deputies constituency) [الإنجليزية]‏ خلال فترته النيابية  [لغات أخرى]‏ (5 نوفمبر 1982 – 29 يناير 1986).
- في الانتخابات العمومية الإسبانية 1979 [الإنجليزية]‏، انتخب عضو مجلس النواب الإسباني  [لغات أخرى]‏ عن دائرة Ciudad Real (Congress of Deputies constituency) [الإنجليزية]‏ خلال فترته النيابية  [لغات أخرى]‏ (15 مارس 1979 – 31 أغسطس 1982).
- انتخب President of the Congress of Deputies [الإنجليزية]‏ (8 أبريل 2004 – 1 أبريل 2008).
- انتخب نائب رئيس المفوضية الأوروبية (5 يناير 1986 – 15 مارس 1999).
- انتخب رئيس المفوضية الأوروبية (15 مارس 1999 – 12 سبتمبر 1999).